# Squadre proletarie di combattimento-Esercito di liberazione comunista

## Idee ed azioni
Le Squadre proletarie di combattimento-Esercito di liberazione comunista conosciute anche come Squadre proletarie di combattimento comunista oppure Squadre proletarie combattenti comuniste si formano a Milano nel 1977 legate al gruppo già esistente di Prima Linea ma con una propria autonomia prendendo le loro tesi dal movimento del Settantasette e partendo dalla realtà industriale della città facendo azioni di sabotaggio contro l'Alfa Romeo e combattendo gli spacciatori di eroina presenti in città accusati di essere complici del capitalismo e della borghesia i quali con il diffondersi delle droghe volevano fermare la rivoluzione proletaria, utilizzando la tecnica della "sigla aperta" ossia che chiunque poteva usare il nome dell'organizzazione a patto che avesse idee sociali come l'organizzazione armata, e si battesse contro il capitalismo e la borghesia capitalista. Questo gruppo agì non solo in Lombardia ma anche in Toscana e Piemonte.La prima azione delle Squadre fatta in nome della lotta di classe al capitalismo fu l'assalto in provincia di Firenze alla Pretura della città toscana, dove dopo aver malmenato ed imbavagliano un giudice, danno fuoco ad uno studio, per poi rilasciare volantini in cui attaccano lo Stato italiano e la magistratura. Poi a Milano il 7 novembre 1978 partecipano con le Squadre armate proletarie all'omicidio di uno spacciatore di eroina. Altre azioni terroristiche dell'organizzazione si svolsero realizzando vari attentati contro alcuni concessionari dell'Alfa Romeo, poiché la casa automobilistica italiana era accusata di fare auto di lusso e di fornire le proprie auto ai carabinieri ed alla polizia italiana per poi passare ad alcuni attentati incendiari contro alcuni locali notturni presenti nella città meneghina accusati dalle Squadre di essere punti dello spaccio di droga. Dopo queste azioni contro la droga le squadre si riunirono nuovamente con Prima Linea per poi separarsi due gruppi distinti, uno dei quali erano Squadre proletarie combattenti che era legato all'organizzazione piellina, ed un altro gruppo che decise di aderire al Movimento Proletario Resistenza Offensivo